# 暗数
暗数（あんすう、英: dark figure）とは、実際の数値と統計結果との誤差で、なんらかの原因により統計に現れなかった数字の事。主に犯罪統計において、警察などの公的機関が認知している犯罪の件数と実際に起きている件数との差を指す。

## 概要
暗数は統計と実状の差位を表す量であり、統計を読み解く際には、必ず暗数を念頭に置かねばならない（暗数があるからデータは役に立たず無視して良い、というわけではない点に注意）。
犯罪統計では警察が認知しなかった事件は統計に含まれないので、これらの事件は暗数になる。
もちろん法務省などにおいては、統計の信頼性を高められるよう暗数を減らすための調査は行っている。

## 未記録と報告されていない犯罪
犯罪として認知される3つの条件
- 誰かが犯罪が行われたことを認識していること。
- その犯罪は報告されていること。
- 警察やその他の機関が、法律が破られたこと（違反）として受理されること。

公式犯罪統計は、大きな意義（犯罪件数減少、犯罪抑止）があり、社会の研究者によって受け入れられている。 
1　犯罪を警察に報告されない理由
- 一個人が些細なものだとして考えている。
- 被害者が捜索されることが厄介で恥ずかしいもの（例：性犯罪）だと感じ、報告しない。
- 自分が被害者であると認識していない場合。（例えば、詐欺にかかっている。スーパーで商品が盗まれているのに、それに気づいていない。）
- 警察に対する不信感がある場合。
- 報告することでの報復や被害の虞がある場合。
- 被害者が加害者（例えば、家庭内暴力や虐待）を害することをしたくない場合。
- 子どもが問題だと理解していない場合。（例：動物虐待）

2　幾つかの犯罪は、遥かに報告され、他のものよりも記録される可能性が高い場合
- 重大犯罪は些細な犯罪よりも報告される可能性が高くなる。
- メディアが事件を重大と受け止め大々的に報道した場合、一般市民が感化されそのための行動を報告する。（例：大津いじめ自殺事件によるネット上の人違い中傷。）

3　警察の裁量によって報告や記録の数に影響を与える場合。
- クリスマスなど季節の行事の際、飲酒運転などの特定の犯罪を取り締まり強化による場合。
- 警察不祥事により、被害届が隠蔽され、受理されない場合。

4　法律、技術、警察の人員の変化によって犯罪の数値に影響を与える場合。
- 法改正による既存の犯罪が非犯罪化、または軽減・合法された場合。（例：同性愛、中絶、薬物による犯罪）。
- 法改正による新しい犯罪の成立（例：サイバー犯罪、シートベルトの不着用、運転中の携帯電話の使用、自転車の逆走や歩道走行禁止）を作成することができる。
- 電話、携帯電話、スマートフォン、アラーム技術、民間の警備スタッフなど幅広く利用する場合。（例：ツイッターによる未成年飲酒などの（炎上）

5　社会・経済の変化によって、公式に犯罪の加減に影響を与える場合。
- 人口の年齢分布の変化による場合（例：少子化による非行の減少）
- 規範、価値観の変化。（例：児童虐待、家庭内暴力）

日本の場合、大津いじめ自殺事件が社会問題になったことを受けて政府などが動き、いじめの報告を速やかに求めたことにより学校内にとどまっていたいじめが報告されるようになったことから、報告件数は急増し、2013年はいじめについて過去最大の認知件数となった。